# Rio Rico Northwest
Rio Rico Northwest ist ein gemeindefreies Gebiet im Santa Cruz County im US-Bundesstaat Arizona. Der Ort wird von der Interstate 19 tangiert.